# Зябки (Калужская область)
Зябки — деревня в Перемышльском районе Калужской области, в составе муниципального образования Сельское поселение «Деревня Песочня».

## География
Расположена в 24 километрах на восток от районного центра — села Перемышль и в 12 километрах на юг от главной усадьбы поселения — деревни Песочня, в верховьях реки Свободь — правого притока Оки.

## Население
| 2002 | 2010 |
| ---- | ---- |
| 6    | →6   |

## История
Поселение известно с петровских времён. Во время становления Калужского наместничества Зябки были отнесены к Перемышльскому уезду. В 1782 году деревня и окрестные земли принадлежали представителям древнего московского дворянского рода Воронцовых-Вельяминовых. Имелось пять дворов и по ревизии душ — 62.

Деревня Зябки Николая Михайла, Петра, Катерины ... дѢтей ВоронцовыхЪ-ВельяминовыхЪ вЪ безспорномЪ владѣнїи.— Описания и алфавиты к Калужскому атласу Ч.2.
В 1858 году сельцо (вл.) Зябки 1-го стана Перемышльского уезда, при речке Слободке, 26 дворах и 278 жителях — по левую сторону Одоевского тракта.
К 1914 году Зябки — деревня Желовской волости Перемышльского уезда Калужской губернии. В 1913 году население 297 человек. Имелась собственная церковно-приходская школа.
В годы Великой Отечественной войны деревня была оккупирована войсками Нацистской Германии с начала октября по 22 декабря 1941 года. Освобождена в ходе Калужской наступательной операции частями 258-й стрелковой дивизии 50-й армии генерал-лейтенанта И. В. Болдина.
При освобождении деревни погибло около 100 командиров и красноармейцев РККА. В центре деревни находилась братская могила советских воинов, погибших здесь в декабре 1941 года. В 1975 году останки солдат торжественно перезахоронили в центральной усадьбе совхоза — деревне Песочня.